# Alopece

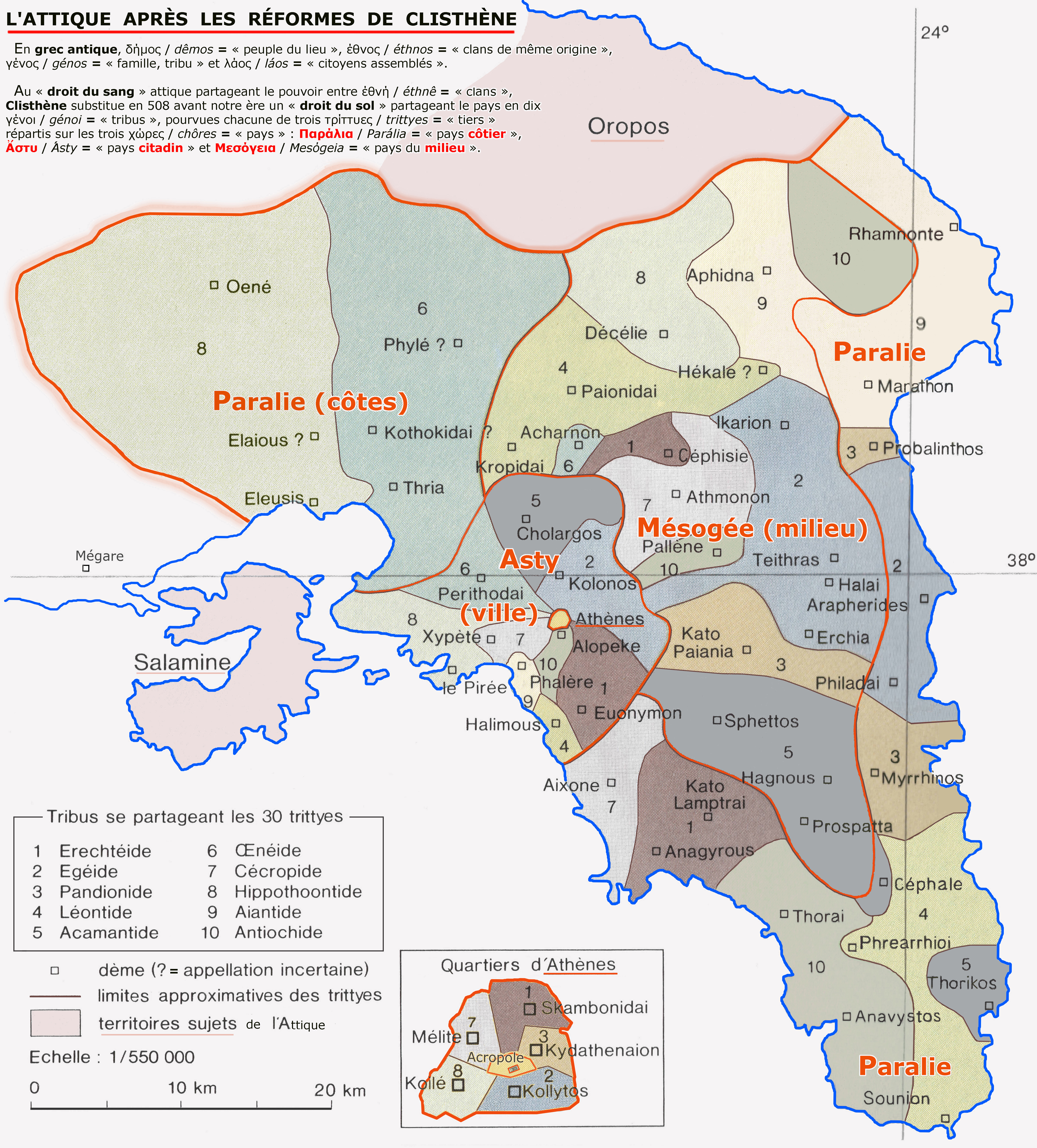
Ática después de las reformas de Clístenes, con las diez «tribus», los tres «países», las treinta «tritías» y los demos.

Alopece (en griego antiguo: Ἀλωπέκη Alōpékē) era un demo del Ática distante 11 o 12 estadios de Atenas, situado al este del centro urbano, no lejos del Cinosargo, del cual se hipotetizó inicialmente que estaba cerca de Ambelókipi, entre la colina de Licabeto y el río Iliso o de Katsipodi, mientras que actualmente se cree que estuviera cerca del centro de Daphni o de Hagios Dimitrios. Al oeste confinaba con Diomea y al oeste con Falero.
En Alopece se encontraban un templo de Afrodita y uno de Hermafrodito: del primero quedan algunos rastros, según William Martin Leake, en la iglesia de la aldea de Ambelókipo.

## Personajes ligados a Alopece
- El espartano Anquimolio, sepultado en Alopece en 511/510 a. C.;
- Megacles II, nacido en el siglo VI a. C., que estaba inscrito en el demo;
- Arístides, nacido alrededor del 540 a. C., que estaba inscrito en el demo;
- Tucídides (homónimo del famoso historiador del demo de Alimunte), nacido en el siglo V a. C., que estaba inscrito en el demo;
- Critón de Atenas, nacido en el siglo V a. C., que estaba inscrito en el demo;
- Sofronisco, cantero y escultor, y su hijo Sócrates, nacido en el 470 a. C., ambos estaban inscritos en el demo;
- Demetrio, escultor, nacido en el siglo IV a. C., que estaba inscrito en el demo.